# Corinnaeturris
Corinnaeturris is een geslacht van weekdieren uit de klasse van de Gastropoda (slakken).

## Soorten
- Corinnaeturris angularis Figueira & Absalão, 2010
- Corinnaeturris leucomata (Dall, 1881)